# Blackbeard's Tea Party
Blackbeard’s Tea Party er et moderne folkrockband fra York i Storbritannien. Gruppen består af seks medlemmer og spiller en blanding af traditionnelle folkesange samt coverversioner af mere moderne sange i folkemusik-stil. De er kendt for deres instrumentale arrangementer og moderne folkemelodier, samt deres selvskrevne instrumentale numre. Blackbeard’s Tea Party spiller både til koncerter og ceilidh, og de er blevet kendte på engelske festivaler, hvor de bl.a. har optrådt på Glastonbury Festival, Larmer Tree Festival og Bingley Music Live, samt folkemusikfestivaler som Fairport's Cropredy Convention, Towersey Festival og Cambridge, Shrewsbury & Sidmouth.

## Diskografi

### Album
- Tomorrow We’ll Be Sober (2011)
- Whip Jamboree (2013)
- Reprobates (2015)

### EP'er
- Heavens To Betsy (2009)
- Leviathan! (2018)